# ヴォーリズ記念館
ヴォーリズ記念館（ヴォーリズきねんかん）は、滋賀県近江八幡市慈恩寺町元11にある博物館。正式名称は一柳記念館（ひとつやなぎきねんかん）。運営は公益財団法人近江兄弟社。滋賀県指定文化財。

## 歴史
ウィリアム・メレル・ヴォーリズと妻の一柳満喜子は、1931年（昭和6年）に清友園幼稚園を設立した。同年、ヴォーリズによって清友園幼稚園の教師寄宿舎としてこの建物が設計された。ヴォーリズ夫妻の晩年には夫妻の自邸として使用された。

## 展示

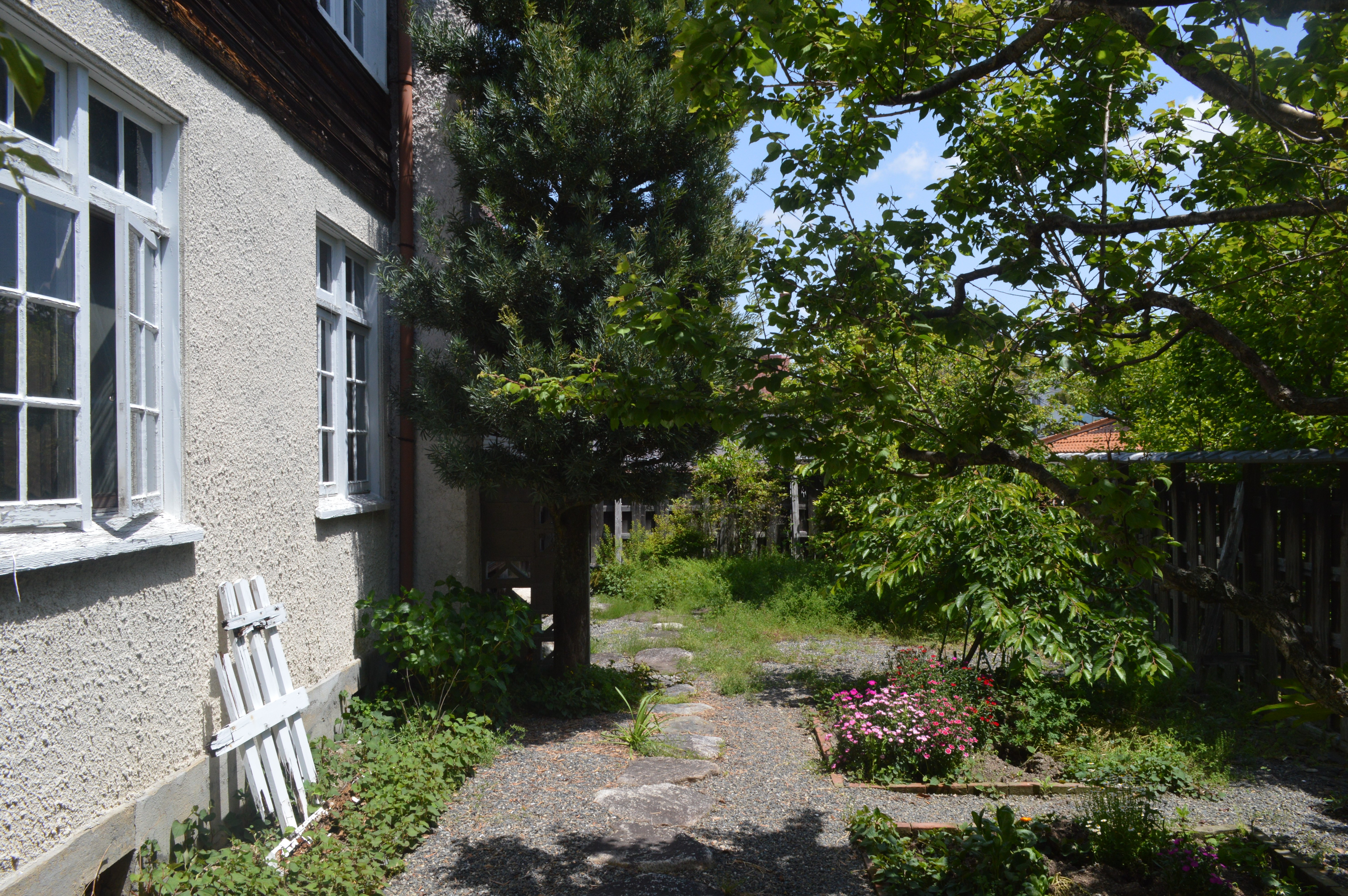
庭園

館内にはヴォーリズが来日時に持参したピアノなどの遺品や資料が展示されている。

## 利用案内
入館無料だが予約制である。
- 開館時間 - 10時から16時
- 休館日 - 月曜、祝日
- 交通アクセス - JR東海道本線・近江鉄道八日市線近江八幡駅より近江鉄道バス（長命寺方面行き）で「鍛冶屋町」バス停下車後徒歩3分

## 周辺情報
- 池田町洋館街
- アンドリュース記念館（旧近江八幡YMCA会館） - 登録有形文化財。
- 旧西川家住宅 - 重要文化財。
- 白雲館 - 登録有形文化財。
- 旧八幡郵便局
- 八幡堀
- ボーダレス・アートミュージアム NO-MA